# Cyklistická trasa A258
Cyklistická trasa A258 je pražská cyklotrasa, která spojuje Horní Počernice a Dolní Počernice. Celková délka trasy je 5,5 kilometrů. Vede po místní pozemní komunikaci, štěrku, lesní cestě i zpevněné cyklostezce.

## Trasa
Začíná v Horních Počernicích v ulici Jívanská, zde se dotýká cyklotras 2, 4 a A26. Prochází po asfaltové silnici Horními Počernicemi. V ulici Běluňská se velmi krátce překrývá s cyklotrasou A50. Projíždí kolem Xaverovského rybníku a podjíždí dálnici D11. Poté vede Xaverovským hájem, kde se krátce překrývá s cyklotrasou A441, a podjíždí Pražský okruh.
Končí v Dolních Počernicích v ulici Národních hrdinů u řeky Rokytky, blízko dolnopočernického zámku. Zde se potkává s cyklotrasami A25 a A44.